# 黄金仮面
『黄金仮面』（おうごんかめん）は、日本の探偵作家・江戸川乱歩の著わした長編推理小説。初出は、昭和5年（1930年）から昭和6年（1931年）にかけて雑誌『キング』に連載された。現在までに3度テレビドラマ化されている。江戸川乱歩の代表作の一つ。細い目、笑った口の黄金仮面は、乱歩のひとつのイメージとなった。

## 概要
マルセル・シュウォッブの小説『黄金仮面の王』にヒントを得て作られた。モーリス・ルブランのアルセーヌ・ルパンシリーズから一部のキャラクターを借用しており、乱歩はその作品のような大衆受けする作品を目指したと述べている。

## ストーリー
東京で、黄金色の仮面を被った怪人物が目撃されるようになっていたある日、ついに、黄金仮面が上野での博覧会にて大真珠を盗み、博覧会の塔の頂上まで追い詰められながらも、逃げおおせてしまうという事件が起こる。黄金仮面は塔の探照灯係に変装して逃げおおせたらしく、そのとき賊は数語言葉を発したが、その発声は人間離れしていたという。
それから数日後、日光市にある美術品コレクター鷲尾侯爵の屋敷に、F国大使ルージェール伯爵が厳重な警察の警護とともに訪れる。そこに黄金仮面があらわれ、一体の価値ある仏像が盗まれてしまう。代わりに置かれていたのは石膏の偽物で、その底には「A.L」との文字が記されていた。
そんなとき東京の探偵明智小五郎は、富豪大鳥氏よりある相談を受ける。大鳥氏の娘不二子が黄金仮面と密会しているというのだ。大鳥氏は不二子を部屋から出さぬようにするが、黄金仮面が不二子の部屋から出てきてそのまま外に逃げてしまう。それは実は不二子であった。不二子は黄金仮面と恋仲になっていたのだ。明智はふたりの潜む洋館の地下に、自らも黄金仮面の姿に扮して潜入し、黄金仮面との格闘後、不二子を取り戻す直前までいくが、自動車の運転手は黄金仮面に入れ替わっており、不二子奪還に失敗する。のみならず数日後、明智は夜間、事務所で狙撃され、新聞には明智死亡の報が出る。
数日後、ルージェール大使がホストとなり、F国大使館で仮装舞踏会が催される。そこに黄金仮面より出現予告が来る。警察は厳戒態勢をとるが、ポーの『赤き死の仮面』を模した室内に、赤死病の使者よろしく黄金仮面が出現する。悪ふざけに怒ったルージェール伯爵は、黄金仮面をピストルで撃つ。マスクをはずすと、それはルージェール大使の日本人秘書官浦瀬であった。そのとき「アルセーヌ・ルパンはこんな男ではない」といったのは給仕に変装していた明智小五郎であった。誰が本当の黄金仮面かという明智の問いに、死にゆく浦瀬が指さしたのは、ルージェール大使であった。大使が黄金仮面でありルパンであったのだ。そこにルパンを目の敵にしている元F国警察官エベールまでが現れて、ルパンは絶体絶命の窮地におちいるが、驚くべき大仕掛けで逃走に成功する。
次に大彫刻家、川村雲山が修復時にこっそり法隆寺から盗んで自らの贋作とすり替えていた玉虫厨子がルパンに奪われる。根城の大仏像に明智と波越警部に踏み込まれるものの、そこを爆破してルパンは不二子とともに脱出。飛行機による世界一周中に東京に寄っていたフランスの飛行冒険家を縛り上げ、Kという部下と3人で飛行機による日本脱出を図る。しかし、離陸した直後、Kが明智小五郎に入れ替わっていたことがわかる。

## 映像化リスト

### テレビドラマ
詳しくは、リンク先を参照。
『江戸川乱歩シリーズ 明智小五郎』
第3話「黄金仮面」・第11話「復讐鬼・黄金仮面」・第19話「呪いの黄金仮面」（1970年）の3作品が放送。
明智小五郎：滝俊介
レギュラー（主人公）。
波越亜沙子：橘ますみ
レギュラー。
黄金仮面：団次郎
団は、日本テレビ系『少年探偵団 (BD7)』（1975年 - 1976年）で、黄金仮面のアレンジともいえる怪人二十面相も演じている。
『江戸川乱歩の美女シリーズ』
第6話「江戸川乱歩の黄金仮面・妖精の美女」（1978年）と第11話「江戸川乱歩の黄金仮面II・桜の国の美女」（1980年）が放送。「黄金仮面II 桜の国の美女」は、「黄金仮面 妖精の美女」からの続きで黄金仮面との再戦を描いたドラマオリジナル作品。
明智小五郎：天知茂
レギュラー。
黄金仮面：伊吹吾郎
「黄金仮面 妖精の美女」「黄金仮面II 桜の国の美女」の両方に登場。
不二子：由美かおる
「黄金仮面 妖精の美女」に登場。
白銀花子：古手川祐子
「黄金仮面II 桜の国の美女」に登場。

## 舞台作品

### *pnish*プロデュース
『*pnish*プロデュース 『黄金仮面』』として公演。
日程・会場
- 2011年2月16日 - 20日、全労済ホール／スペース・ゼロ
- 2011年2月26日 - 27日、北國新聞赤羽ホール
- 2011年3月5日 - 6日、神戸朝日ホール

スタッフ
- 脚本：石井幸一（一徳会／K・A・G）
- 演出：西沢栄治（JAM SESSION）

キャスト
- 明智小五郎：小西遼生
- 波越警部：鷲尾昇（*pnish*）
- 小林少年：佐藤永典
- 女中・小雪/大鳥不二子：寺崎裕香
- 黄金仮面：井上優
- 塚本淳也
- 赤澤燈
- 平井浩基
- 菅野勇城
- 鷲尾侯爵/大鳥喜三郎/川村雲山：松野太紀

### イルカ団!PRESENTS
『イルカ団! PRESENTS RATATATTAT!×モーリス・ルブラン＆江戸川乱歩 LUEUR DORÈE ARSÈNE LUPIN 4e la BLONDE -金髪婦人- ＆ MASQUE D'OR -黄金仮面-』として、モーリス・ルブランの『金髪の美女』との同時公演。
日程・会場
- 2021年1月17日、第３回 江戸まちたいとう芸楽祭参加作品
- 2021年1月19日 - 24日、ウッディシアター中目黒

スタッフ
- 構成・脚色・演出 小林ヒデタケ（イルカ団）

キャスト
- 明智小五郎：藤代海
- ルージェール大使：渡辺隼斗
- 大鳥不二子：松田実里
- 浦瀬七郎：逢沢脩生
- 緑川夫人：瀬戸ひろみ
- 小雪：枢木むつ

### 甦夢THEATRE「黄金仮面―masque doré―」
『甦夢THEATRE「黄金仮面―masque doré―」』として公演。
日程・会場
- 2024年10月11日 - 20日、天王洲 銀河劇場

スタッフ
- 演出：山崎彬
- 脚本：石井幸一（一徳会／鎌ヶ谷アルトギルド）
- 音楽：油井誠志（Avex Music Creative Inc.）
- 作詞：三ツ矢雄二

キャスト
- 明智小五郎：小越勇輝
- 波越警部：井阪郁巳
- 小林芳雄：佐藤永典
- 大鳥不二子：小林由佳
- 鷲尾侯爵：高橋良輔（途中降板）／山崎彬、ほか（代役）
- 山田風太：石田隼
- 中井英利：川﨑優作
- 中島河太：吉澤翼
- 坂口大吾：納谷健
- 松本清太：福島海太
- 木々太郎：増本尚
- 高木彬：平松來馬
- 黄金仮面：岡幸二郎

## 『黄金仮面』を題材とした作品
明智小五郎シリーズでも、異色の作品（コラボ作品）のため、本作品を踏まえた作品も多く存在する。
『名探偵が多すぎる』（西村京太郎）
小説作品。ルパンが、怪人二十面相と組んで明智小五郎と再対決している。エルキュール・ポワロ、エラリー・クイーン、ジュール・メグレも登場。
『少年は怪人を夢見る』（芦辺拓）
ある少年が怪人二十面相になるまでの過程が描かれ、芦屋暁斎や左右田五郎などと出会い、名前も顔も失っていく中で部下になった人物として黄金仮面が登場している。
『アルセーヌ・ルパン対明智小五郎 黄金仮面の真実』（松岡圭祐）
小説作品。タイトル通り本作品に至る真相が描かれている。
『小林少年と不逞の怪人』（上条明峰）
漫画作品。ジャンと呼ばれるルパンの息子が登場。本作品に至る伏線がはられているが、設定などは、本来の明智小五郎シリーズなどからはかなりアレンジされている。
『ルパン三世 PART6』
アニメ作品。第5話「帝都は泥棒の夢を見る（前編）」・第6話「帝都は泥棒の夢を見る（後編）」にて、本作品の時代を舞台にした話が展開される。本郷義昭・黒蜥蜴・波越警部も登場。